# 纪南镇
纪南镇，是中华人民共和国湖北省荆州市荆州区下辖的一个乡镇级行政单位。

## 行政区划
纪南镇下辖以下地区：
枣林社区、董场村、鲁当村、洪圣村、九店村、雷湖村、岳场村、丰收村、高坪村、牌坊村、草安村、江店村、朱集村、官坪村、纪城村、雨台村、红光村、松柏村、高台村、花园村、三红村、纪南村、新桥村、拍马村、徐家湖渔场、外楼台生活区、庙湖生活区和荆州市种禽场。